# Kall
Kall este o comună din landul Renania de Nord-Westfalia, Germania.

## Monumente
- Mănăstirea Steinfeld⁠(de)[traduceți], sec. al XII-lea